# Claudio Saracini
Claudio Saracini (1 de julio de 1586-20 de septiembre de 1630) fue un compositor y lutista italiano del Barroco. fue uno de los máximos exponentes de la monodia.

## Vida
Saracini nació de familia noble, probablemente Siena.  Se sabe poco de cierto sobre su educación, pero se cree que no sólo viajó mucho de joven, puesto que no sólo estableció muchas conexiones —como se pone de manifiesto por sus dedicatorias de música a aristócratas extranjerosas — sino que además absorbió bastante de los estilos musicales de los países que visitó. Parece que nunca ostentó un puesto de músico profesional del que haya quedado noticia. En realidad parece que se trataba de un amateur dotado con un gran talento, admirado incluso por Caudio Monteverdi. Las referencias a Saracini, apodándole como "Il Palusi", parecen indicar que era miembro de una academia, aunque no se dispone de más detalles. 
Toda su música se publicó en Venecia entre 1614 y 1624.